# Efflatouniella quadripunctata
Efflatouniella quadripunctata är en tvåvingeart som först beskrevs av Friedrich Hermann Loew 1871.  Efflatouniella quadripunctata ingår i släktet Efflatouniella och familjen stilettflugor.
Artens utbredningsområde är Uzbekistan. Inga underarter finns listade i Catalogue of Life.